# 祖姓
祖姓是一個中國人的姓氏，在《百家姓》中排名第249位。

## 延伸阅读
[在维基数据编辑]
 《百家姓》
 《欽定古今圖書集成·明倫彙編·氏族典·祖姓部》，出自陈梦雷《古今圖書集成》